# سون لي (كاتب، 1949)
سون لي (بالصينية: 孙力) (16 أكتوبر 1949، قوانغشي في الصين - 9 مايو 2010، تيانجين في الصين)؛ روائي صيني.